# DDP-116
DDP-116 — 16-битный мини-компьютер линейки Series 16 компания Computer Control Corporation (ССС). Анонсированный в октябре 1964 года DDP-116 был первым серийным 16-разрядным мини-компьютером.

## История создания
7 апреля 1964 года IBM объявила о начале выпуска семейства IBM System/360. Шесть моделей System/360, по заявлению IBM, должны были перекрыть «360 градусов» рынка — от мини-компьютеров до мейнфреймов. В составе 32-разрядного семейства была и шестнадцатиразрядная младшая модель S/360-20, лишь частично совместимая с другими машинами System/360. Аналогичные модели, разрабатывавшиеся другими компаниями, использовали длину слова данных в 12 или 14 разрядов. Эти компании по-разному отреагировали на объявление IBM. DEC, работавшая над 12-разрядным прототипом, не стала менять его архитектуру и выпустила в 1965 году PDP-8. Computer Control Corporation, работавшая над 14-разрядным мини-компьютером, предпочла подстроиться под IBM. В течение лета 1964 года разработчик CCC Гарднер Хендри изменил проект с 14-разрядного на 16-разрядный, и в октябре 1964 года CCC анонсировала его серийный выпуск под названием DDP-116. Новая машина успешно продавалась, аналитики предполагали, что CCC сумеет перехватить лидерство у DEC, но в 1966 году CCC перешла под контроль Honeywell, ориентировавшейся на рынок мейнфреймов. Семейство мини-компьютеров Series 16 просуществовало ещё несколько лет и исчезло, уступив конкурентам.
DDP-116 использовался в первой системе наведения 36-футового радиотелескопа обсерватории Китт-Пик, а последующая модификация DDP-516 — в первоначальной конфигурации ARPANET 1967 года.

## Описание
По документации производителя, полностью транзисторный процессор DDP-116 с памятью на магнитных сердечниках выполнял 294 тысячи операций в секунду. Элементарный цикл чтения памяти занимал 1,7 мкс, большинство команд занимало два таких цикла (включая выборку команды из памяти). Программное целочисленное умножение выполнялось за 255 мкс, деление за 533 мкс. Дополнительно, CCC предлагало аппаратные «ускорители», выполнявшие умножение за 9,5 мкс, и деление за 17,9 мкс. Объём памяти в базовой поставке равнялся 1К или 4К слов. Память могла быть расширена до 32К слов модулями по 1К, 4К или 8К слов.
Стоимость базовой поставки с 4К слов была установлена в 28500 долларов, каждое слово модулей расширения ОЗУ стоило около 4 долларов, накопители на магнитной ленте с контроллерами предлагались по цене от 22700 до 53600 долларов.